# 헝가리 U-19 축구 국가대표팀
헝가리 U-19 축구 국가대표팀(헝가리어: Magyar U19-es labdarúgó-válogatott)은 헝가리를 대표하는 19세 이하의 축구 국가대표팀으로, 헝가리의 축구 관리 기관인 헝가리 축구 협회의 관리를 받는다. UEFA U-19 축구 선수권 대회에 33번 참가해 1953년과 1960년, 1984년에 우승을 차지했다.